# Glenville Lovell

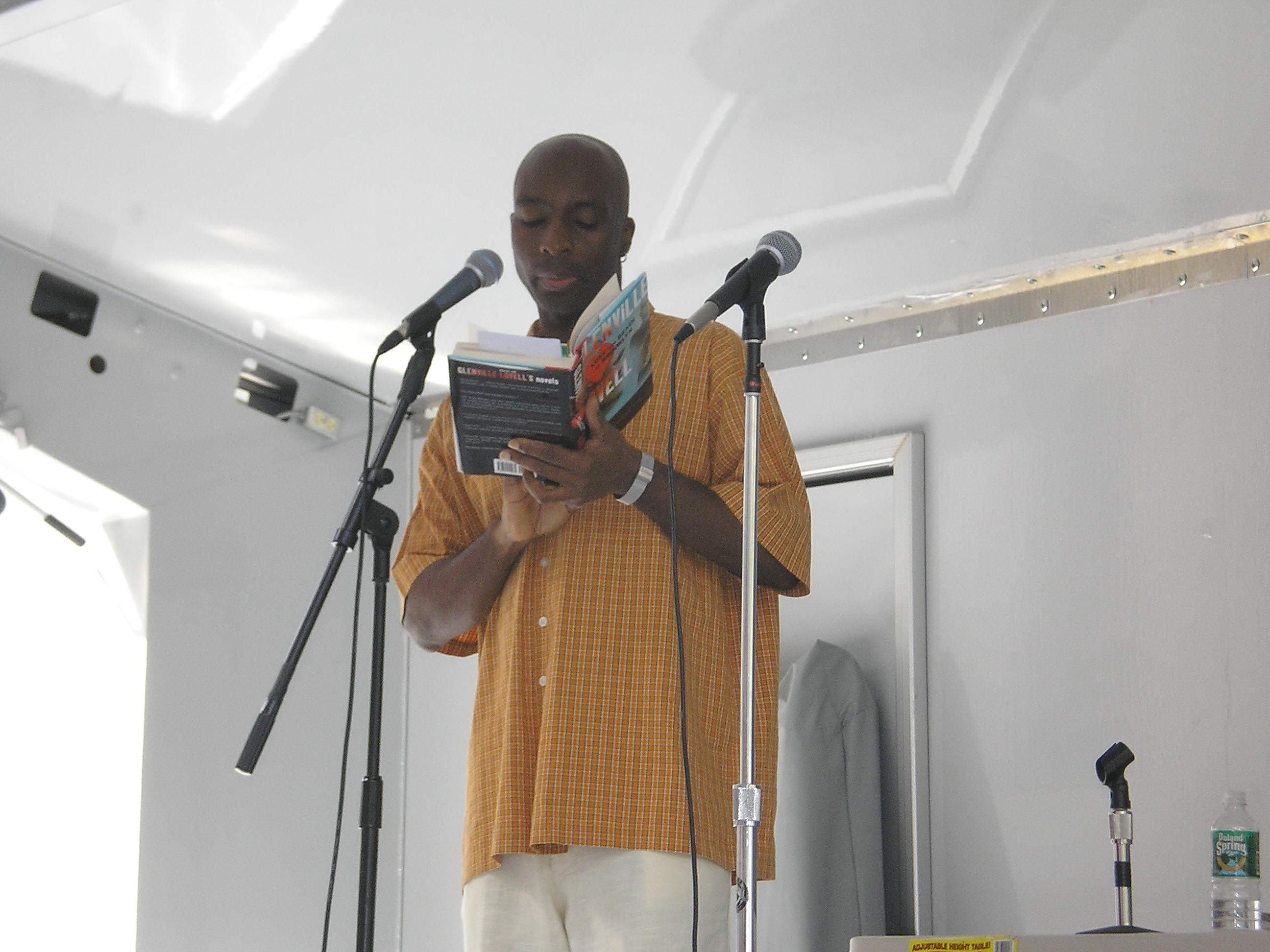
Glenville Lovell

Glenville Lovell este un scriitor și dansator din Barbados.